# 福岡県道439号才田筑前内野停車場線
福岡県道439号才田筑前内野停車場線（ふくおかけんどう439ごう さいだちくぜんうちのていしゃじょうせん）は、福岡県嘉麻市から飯塚市に至る一般県道である。

## 概要
嘉麻市嘉穂才田から飯塚市内野に至る。

### 路線データ
- 起点：福岡県嘉麻市嘉穂才田（福岡県道413号千手稲築線交点）
- 終点：福岡県飯塚市内野（JR九州筑豊本線 筑前内野駅前）

## 地理

### 通過する自治体
- 嘉麻市
- 嘉穂郡桂川町
- 飯塚市

### 交差する道路
| 交差する道路             | 市町村名 | 市町村名 | 交差する場所 | 交差する場所 |
| ------------------------ | -------- | -------- | ------------ | ------------ |
| 福岡県道413号千手稲築線  | 嘉麻市   | 嘉麻市   | 嘉穂才田     | 起点         |
| 福岡県道66号桂川下秋月線 | 嘉穂郡   | 桂川町   | 大字内山田   |              |
| 国道200号                | 飯塚市   | 飯塚市   | 内野         | 内野交差点   |

### 沿線
- 飯塚市立内野小学校
- JR九州筑豊本線 筑前内野駅